# Jamie Foxx
Eric Marlon Bishop (Terrell, Texas; 13 de diciembre de 1967), más conocido como Jamie Foxx, es un actor, comediante, productor discográfico y cantante de R&B estadounidense. Foxx se hizo muy conocido por su interpretación de Ray Charles en la película biográfica Ray de 2004, por la que ganó un Premio Óscar, un Globo de Oro, un BAFTA y un Premio del Sindicato de Actores como Mejor Actor, siendo uno de los pocos actores afroamericanos  en ganar los premios principales en la industria cinematográfica. Ese mismo año, fue nominado al Óscar al Mejor Actor de Reparto por su papel en la película policial Collateral. Desde la primavera de 2017, Foxx se ha desempeñado como anfitrión y productor ejecutivo del programa de juegos de FOX, Beat Shazam. Interpretando al personaje de "Electro" en The Amazing Spider-Man 2: Rise of Electro en 2014 y en Spider-Man: No Way Home del 2021, donde compartió créditos con Willem Dafoe y Alfred Molina.
Otros papeles incluyen al Sargento Sykes en Jarhead (2005), el ejecutivo discográfico Curtis Taylor Jr. en Dreamgirls (2006), el Detective Ricardo Tubbs en la adaptación cinematográfica de 2006 de la serie de televisión, Miami Vice, el papel principal en la película Django Unchained (2012), el supervillano Electro en The Amazing Spider-Man 2: Rise of Electro (2014) y Spider-Man: No Way Home (2021), Will Stacks en Annie (2014), el gánster Bats/Leon Jefferson III en Baby Driver (2017) y como Walter McMillian en Just Mercy (2019), donde recibió un Premio SAG. En 1991, Foxx se unió al elenco como actor destacado en el programa de comedia In Living Color hasta el final del programa en 1994. Después de este éxito, Foxx recibió su propia comedia televisiva The Jamie Foxx Show, en la que protagonizó y cocreó y produjo, transmitido durante cinco temporadas altamente calificadas de 1996 a 2001 en The WB.
Foxx también es un músico ganador de un premio Grammy, que produjo cuatro álbumes, que se ubicaron entre los diez primeros del Billboard 200: Unpredictable (2005), que encabezó la lista, Intuition (2008), Best Night of My Life (2010) y Hollywood: A Story of a Dozen Roses (2015).

## Biografía
Eric Marlon Bishop nació en Terrell, Texas, el 13 de diciembre de 1967. Es hijo de Darrell Bishop (rebautizado como Shahid Abdula tras su conversión al Islam), que a veces trabajaba como corredor de bolsa, y Louise Annette Talley Dixon. A los siete meses de edad, Foxx fue adoptado y criado por sus abuelos maternos, Esther Marie (Nelson), trabajadora doméstica y operadora de guardería, y Mark Talley, trabajador de jardín. Ha tenido poco contacto con sus padres, que no fueron parte de su educación. Foxx se crio en el barrio negro de Terrell, que en ese momento era una comunidad segregada racialmente. A menudo ha reconocido la influencia de su abuela en su vida como una de las mayores razones de su éxito.
Foxx comenzó a tocar el piano cuando tenía cinco años. Tuvo una estricta educación bautista, y cuando era adolescente fue pianista a tiempo parcial y líder de coro en la Iglesia Bautista New Hope de Terrell. Su talento natural para contar chistes ya estaba en evidencia como un estudiante de tercer grado, cuando su maestro lo usaba como recompensa: si la clase se portaba bien, Foxx les contaba chistes. Foxx asistió a Terrell High School, donde recibió las mejores calificaciones y jugó baloncesto y fútbol (como mariscal de campo). Su ambición era jugar para los Dallas Cowboys, y fue el primer jugador en la historia de la escuela en pasar más de las mil yardas. También cantó en una banda llamada Leather and Lace. Después de completar la escuela secundaria, Foxx recibió una beca para la Universidad Internacional de Estados Unidos, donde estudió composición musical y de artes escénicas.

## Carrera musical
Comenzó tocando el piano a una edad muy temprana, y posteriormente asistió a clases de piano clásico en la universidad. En 1994 grabó su primer álbum bajo su propio sello discográfico titulado Peep This, con el que obtuvo poco éxito comercial. En 2001, presentó los MTV Video Music Awards.

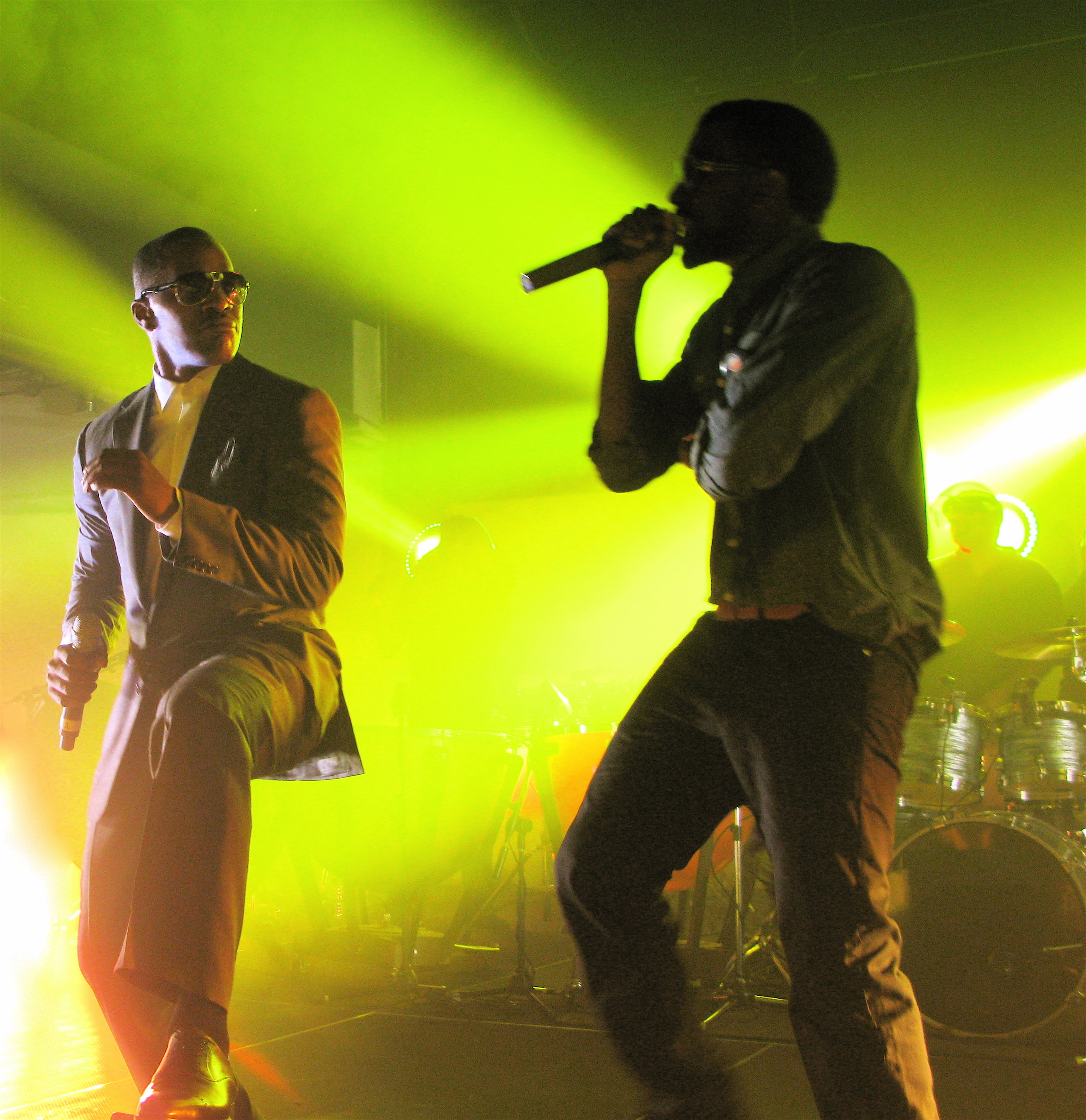
Jamie Foxx en concierto junto a Kanye West, durante "Gold Digger".

Se dio a conocer al público musical con su colaboración en el sencillo "Slow Jamz" de Twista con Kanye West. Esta canción se situó #1 en la lista de sencillos Billboard Hot 100 y #3 en el Reino Unido. Su segunda aparición fue en el éxito de Kanye West "Gold Digger", número uno en la Hot 100 durante diez semanas. En 2005, colaboró en el tema "Georgia" con Ludacris y Field Mob. La canción sampleaba al "Georgia on My Mind" de Ray Charles.
Durante los Grammy de 2005, Foxx cantó el "Georgia on My Mind" en directo con Alicia Keys y Quincy Jones en tributo al fallecido Ray Charles. Foxx recibió una nominación para los Grammy de 2006 por "Mejor Actuación Vocal Masculina de R&B" ("Creepin").
Unpredictable es el segundo álbum de estudio de Jamie. Vendió en la primera semana 598 000 copias, situándose en la segunda como número uno en la lista de Billboard de álbumes pop (en la segunda semana vendió 200 000 copias). En el Reino Unido, el álbum llegó al puesto noveno.
Foxx se convirtió en el quinto artista en recibir un Óscar (por su papel como Ray Charles en la película Ray) y colocar un álbum en lo más alto (los otros cuatro en lograr esta hazaña son Frank Sinatra, Bing Crosby, Cher y Barbra Streisand). El primer sencillo del álbum fue "Unpredictable" con Ludacris, sampleando el "WildFlower" de New Birth. El tema estuvo en el Top 10 en las listas de Billboard y en el Top 20 en el Reino Unido. El segundo sencillo fue "DJ Play A Love Song" con la colaboración del rapero Twista, mientras que en el Reino Unido, sin embargo, el segundo sencillo fue "Extravaganza" con Kanye West. 
Además, en 2010 recibió la colaboración del cantante y actor Justin Timberlake, para el sencillo ganador.
En los Premios BET de 2006, Foxx ganó dos; uno por "Mejor Colaboración" por "Gold Digger" con Kanye West, y el segundo por "Mejor Video" por el video de dicha canción, aunque el premio fue compartido con Mary J. Blige por su "Be Without You".

## Carrera

### 1989 - 2004: Inicios y debut como actor
Después de aceptar un desafío de una novia, Foxx contaba chistes en noche de micrófono abierto de un club de comedia en 1989. Cuando se enteró de que los comediantes femeninas a menudo fueron llamados primero para llevar a cabo, cambió su nombre por el de Jamie Foxx, la sensación de que se trataba de un nombre lo suficientemente ambiguo como para no permitir ningún sesgo. Él eligió su apellido como un homenaje a comediante Redd Foxx. Además, su recurrente In Living Color carácter LaWanda compartió con nombres de Redd amigo y compañero de trabajo, LaWanda Page. Foxx se unió al elenco de In Living Color en 1991 y, posteriormente, jugó un papel recurrente en la serie de comedia-drama Roc. De 1996 a 2001, Foxx protagonizó su propia serie cómica The Jamie Foxx Show, un sitcom de comedia estadounidense que se transmitió por la cadena WB en 1996. Foxx interpretó a Jamie King, un chico adolescente que es un aspirante a músico de Terrell, Texas y ha llegado a Los Ángeles para perseguir una carrera en la música. Ahora Jamie King deberá trabajar con su familia en el hotel "King's Tower", que es propiedad de su tía y su tío, Helen y Junior King.
Foxx fue nominado a diversos premios como NAACP Image Award (como mejor actor de comedia) y Nickelodeon Kids' Choice Awards (como actor favorito).
Hizo su debut cinematográfico en la comedia de 1992, Toys. Su primer papel dramático se produjo en Oliver Stone con la película de 1999 Un domingo cualquiera, en la que interpretó a un jugador de fútbol americano duro ir de fiesta. Era echado en el papel, en parte, debido a su experiencia como jugador de fútbol. Tras Un domingo cualquiera, Foxx fue presentado como el taxista Max Durocher en la película Collateral, junto a Tom Cruise, por la que recibió excelentes críticas y una nominación para el Premio Óscar al Mejor Actor de Reparto. En 1994, Foxx lanzó un álbum (en el sello discográfico de Fox), titulado Peep Este. En 2003, Foxx hizo un cameo en el video musical de Benzino "Would You", que cuenta con Lisaraye y Mario Winans.

### 2004-2006:Rayeimpredecible
En 2004, apareció en la canción del rapero Twista Slow Jamz, que también contó con Kanye West. La canción alcanzó el #1 en los Estados Unidos. Billboard Hot 100 lista de sencillos, así como # 3 en la listas de sencillos del Reino Unido. La segunda colaboración de Foxx con Kanye West, "Gold Digger", en la que cantó el I Got A Woman de Ray Charles de influencia, se fue directo al # 1 en el Billboard Hot 100, y se mantuvo allí durante 10 semanas. En 2005, Foxx fue presentado en el Georgia solo por raperos Atlanta Ludacris y Field Mob. La canción muestra éxito de Ray Charles Georgia on My Mind.
Foxx interpretó a Ray Charles en la biopic, Ray (2004), por la que ganó el Premio Óscar al Mejor Actor y la Premio BAFTA al Mejor Actor en un papel principal. Foxx es el segundo hombre en la historia en recibir dos nominaciones a los Oscar que actúan en el mismo año por dos películas diferentes, Collateral y Ray. El único otro actor masculino en lograr esto fue Al Pacino. En 2005, Foxx fue invitado a unirse a la Academia de las Artes y las Ciencias.
Foxx lanzó su segundo álbum de estudio, Imprevisible, en diciembre de 2005. Debutó en el #2, vendiendo 598 000 copias en su primera semana. La semana siguiente, el álbum subió al #1, la venta de un adicional de 200 000 copias. A la fecha, el álbum ha vendido 1,98 millones de copias en los Estados Unidos, y fue certificado doble Platinum por el RIAA. El álbum también trazó en la UK Albums Chart, donde alcanzó el #9. Foxx se convirtió en el cuarto artista que ha ganado un premio Oscar para un papel como actor y haber logrado un álbum # 1 en Estados Unidos (los otros tres para lograr esta hazaña fueron Frank Sinatra, Bing Crosby y Barbra Streisand) primer sencillo de Foxx del álbum, la canción "impredecible" (con Ludacris), muestras Wildflower de Nuevo Nacimiento. La canción alcanzó su máximo en los Billboard Hot 100 Top 10 singles y también hizo la carta del Reino Unido Top 20 singles. El segundo sencillo EE.UU. del álbum fue "DJ Play a Song Love", que reunió Foxx con Twista. En el Reino Unido, el segundo sencillo fue "Extravaganza", que vio Foxx colaborar una vez más con Kanye West. Foxx no apareció en el video musical de la canción.
En el 2006, en los Premios BET, Foxx ganó como Mejor Dúo/Colaboración por Kanye West "Gold Digger" y atado con Mary J. Blige "Be Without You" para Video del Año. El 8 de diciembre de 2006, Foxx recibió cuatro premios Grammy, que incluyen Mejor Interpretación R & B por un Dúo o Grupo con Vocales para el amor cambia' que ofrece Mary J. Blige,  Mejor Álbum R & B de Imprevisible,  Mejor Interpretación Rap por un Dúo o Grupo de Georgia por Ludacris y Field Mob con Jamie Foxx, y Mejor Rap/Sung Collaboration para "Impredecible" con Ludacris.

### 2006-2009:DreamgirlseIntuition
Tras estos éxitos, Foxx apareció en Jarhead, Miami Vice y Dreamgirls, que fueron éxitos de taquilla, y levantó su perfil aún mayor, como una estrella financiable en Hollywood de 2007 lo llevó el papel principal en la película El Reino opuesta Chris Cooper, Jason Bateman, Jennifer Garner y Ashraf Barhom. En septiembre de 2007, Foxx fue galardonado con una estrella en el Hollywood Walk of Fame. Dijo que, al recibir el honor, "era uno de los días más maravillosos de mi vida". En abril de 2009, Foxx interpretó el papel principal en la película dramática El solista. Unos meses más tarde, en octubre de 2009, jugó un papel protagónico junto a Gerard Butler en el thriller Law Abiding Citizen.
El 22 de enero de 2007, Foxx fue el Sirius Satellite Radio, anunciando su nuevo canal, Foxxhole. El canal cuenta con programas de conversación por radio, stand-up álbumes de comedia y música principalmente por artistas afroamericanos, y cuenta con gran parte del propio material de Foxx también The Jamie Foxx Show, el propio programa de variedades de radio de la charla de Foxx, transmite viernes por la noche en La Foxxhole, y cuenta con Johnny Mack, Speedy, La Poetisa, Lewis Dix y TDP, como sus co-anfitriones. Entre los invitados están los músicos populares, actores y compañeros comediantes. El 17 de abril de 2009, episodio de The Jamie Foxx Show, Foxx y sus co-anfitriones hicieron varios chistes sexualmente sugerentes y despectivos (ella asesorando a tener sexo y drogas de abuso) en relación con el cantante adolescente Miley Cyrus, en respuesta al comentario de una persona que llama en un altercado reciente entre Cyrus y la banda de rock Radiohead. 
Foxx continuó su carrera musical con una serie de colaboraciones. En 2007, grabó una canción con las superestrellas de país Rascal Flatts titulado "She Goes All the Way" para su álbum, "Still Feels Good". Foxx también realizó coros para el artista / compositor, Tank. Él y The-Dream se muestran en Please Excuse My Hands de Plies. También apareció en el remix de Ne-YoMiss Independent derecho. "She Got Her Own" La pista también cuenta con Fabolous. Foxx luego colaboró con el rapero El juego en la canción "Around The World".
Foxx lanzó su tercer álbum titulado Intuition en 2008, con artistas tales como Kanye West, TI, Ne-Yo, y T-Pain. Del primer sencillo del álbum, Just Like Me, con T.I., fue promovido por un video dirigido por Brett Ratner y con una apariencia por Taraji P. Henson. El segundo sencillo Blame It aparece T-Pain y se convirtió en un top 5 con sencillo en el Billboard Hot 100 y un sencillo número uno en el Billboard Hot R & B/Hip-Hop Songs gráfico. El video musical de "Blame It", dirigido por Hype Williams, cuenta con cameos por Forest Whitaker, Samuel L. Jackson, Ron Howard, Quincy Jones, y Jake Gyllenhaal, entre otros. Foxx también aparece en eñ sencillo de T.I., "Live in the Sky", del álbum, King.
El 6 de abril de 2009, Foxx interpret la canción de George Strait, "You Look So Good in Love" en el George Strait Artist of the Decade All-Star Concert. Foxx ha sido un fan de country durante muchos años. Jamie Foxx fue sede de la ceremonia de premios BET 2009 el 28 de junio de 2009, que contó con varios homenajes a la estrella del pop Michael Jackson, que había muerto tres días antes de la feria . Aparte de la realización de "Blame It" con T-Pain y "She Got Her Own" con Ne-Yo y Fabolous, Foxx abrió el show con una versión de Jackson de "Beat It" rutina de baile y cerró el show con una versión de "I'll Be There" de The Jackson 5, con Ne-Yo. Foxx declaró durante la ceremonia: "Queremos celebrar este hombre negro. Él nos pertenece y lo comparte con todos los demás."

### 2010-2023:Django Unchainedymejor noche de mi vida
En 2011, Foxx fue elegido para el papel protagonista de Django Unchained, película escrita y dirigida por Quentin Tarantino. En ella Foxx protagonizó junto a su coprotagonista de Ray, Kerry Washington, así como Christoph Waltz, Leonardo DiCaprio, y Samuel L. Jackson. Como productor, Foxx juega un papel en In the Flow with Affion Crockett en Fox. En abril de 2011, pestó su voz a Nico, un canario en la película, Río.
Foxx lanzó su cuarto álbum, Best Night of My Life, el 21 de diciembre de 2010. El 7 de octubre de 2010, RCA Music Group anunció que disolvía J Records junto con Arista Records y Jive Records. Con el cierre, Foxx (y los demás artistas previamente firmados con estas tres etiquetas) dará a conocer su material de futuro en RCA Records. En 2011, Jamie Foxx fue presentado en el álbum del rapero Pitbull , "Planet Pit", en la canción "Where Do We Go" .
El 25 de noviembre de 2012, en los Premios Soul Train de BET, Foxx bromeó "Es como si la iglesia aquí. Antes que nada, dar honor a Dios y de nuestro Señor y Salvador Barack Obama", La broma llevó a la condena de algunos cristianos, a los que Foxx respondieron diciendo "Soy un cómico [y] a veces creo que la gente se pone un poco apretada.". Mientras fue presentador de Saturday Night Live de NBC, el 9 de diciembre de 2012 y la promoción de Django Unchained, Foxx bromeó sobre estar emocionado de "matar a todos los blancos de la película". El aparece en NAACP Image Award del 2013, Foxx elogió los logros de personas de raza negra, diciendo que "los negros son las personas con más talento del mundo".
En 2014, Foxx apareció en The Amazing Spider-Man 2: Rise of Electro como el antagonista principal Electro aparecio con Quvenzhané Wallis en Annie, la actualización de la tira cómica convertida en musical que Sony hizo con los productores Will Smith y Jay-Z. También en 2014, Foxx repitió su papel de  Nico, en la película animada Rio 2, fue su tercera película con Anne Hathaway. Recaudó unas cinco veces más que su presupuesto de 103 millones de dólares. En 2017, Foxx interpretó a Bats, un miembro de una pandilla con un gatillo fácil, en la película Baby Driver.
El dueto "Deja Vu" de Foxx de octubre de 2014 con Dionne Warwick aparece en el álbum "Feels So Good" lanzado por Warwick. Lanzó su quinto álbum de estudio, "Hollywood: A Story of a Dozen Roses", el 18 de mayo de 2015. Debutó en la cima de las listas de álbumes Top R & B / Hip-Hop y en el número 10 en el Billboard 200. En 2015, la voz de Foxx apareció en el coro de la canción de Ariana Grande, "Focus".
A partir de su debut el 25 de mayo de 2017, Foxx es ahora el presentador y productor ejecutivo del programa de juegos de Fox, Beat Shazam, que se describe como una actualización moderna del siglo XXI de la popular radio y ubicua de mediados a finales del siglo XX del programa de juegos de televisión Name That Tune. 
El 22 de mayo de 2019, Foxx apareció como George Jefferson en Live in Front of a Studio Audience: Norman Lear's All in the Family y The Jeffersons en ABC. Ese año, interpretó al prisionero condenado a muerte por error Walter McMillian en la película dramática, Just Mercy, por la que recibió importantes elogios de la crítica.
Foxx protagonizó Project Power, dirigida por Ariel Schulman y Henry Joost, junto a Joseph Gordon-Levitt y Dominique Fishback, que fue estrenada el 14 de agosto de 2020 por Netflix.
El 13 de noviembre de 2019, Foxx fue elegido como la voz principal en la película de Pixar, Soul. Soul estaba programada para ser estrenada en cines el 19 de junio de 2020, pero debido a la pandemia de COVID-19, Disney retrasó el lanzamiento de la película hasta el 25 de diciembre de 2020 en Disney+.
El 17 de diciembre de 2021 se estrenó Spider Man "No Way Home"; Foxx volvió a interpretar al villano Electro en la misma, para la cual puso condiciones en el cambio de aspecto del personaje y en su carácter asemejándose al propio actor.
En abril de 2023, Foxx fue ingresado a un hospital de Georgia, Estados Unidos, debido a una complicación médica; su hija Corinne, informó, un mes después que su padre ya se está recuperando en casa.

## Discografía

### Álbumes
- 1995: Peep This
- 2005: Unpredictable
- 2008: Intuition
- 2010: Best Night Of My Life'
- 2015: Hollywood: A Story of a Dozen Roses

### Sencillos

#### Solo Singles
| Año  | Canción                            | Posiciones en lista | Posiciones en lista | Posiciones en lista |
| Año  | Canción                            | US Hot 100          | US R&B/Hip-Hop      | UK Singles Chart    |
| ---- | ---------------------------------- | ------------------- | ------------------- | ------------------- |
| 1994 | "Infatuation"                      | #92                 | #36                 | -                   |
| 1994 | "Experiment"                       | -                   | #88                 | -                   |
| 2005 | "Unpredictable" (con Ludacris)     | #8                  | #2                  | #16                 |
| 2006 | "DJ Play A Love Song" (con Twista) | #45                 | #5                  | -                   |
| 2006 | "Extravaganza" (con Kanye West)    | -                   | #52                 | #43                 |
| 2006 | "Can I Take U Home "               | -                   | #48                 | -                   |

#### Colaboraciones
| Año  | Canción                                                                                               | Posiciones en lista | Posiciones en lista | Posiciones en lista |
| Año  | Canción                                                                                               | US Hot 100          | US R&B/Hip-Hop      | UK Singles Chart    |
| ---- | --- | ------------------- | ------------------- | ------------------- |
| 2004 | "Slow Jamz" (Twista con Jamie Foxx & Kanye West)                                                      | #1 [1 semana]       | #1                  | #3                  |
| 2005 | "Gold Digger" (con Kanye West)                                                                        | #1 [10 semanas]     | #1 [8 semanas]      | #2                  |
| 2005 | "Georgia" (Ludacris con Jamie Foxx & Field Mob)                                                       | #39                 | #31                 | -                   |
| 2011 | "Hot Wings (I Wanna Party)" (Will.i.am con Jamie Foxx (sencillo lanzado para la película animada Río) | -                   | -                   | -                   |
| 2015 | "Focus" Ariana Grande ("Focus On Me" en el coro)                                                      | #7 [1 semana]       | -                   | -                   |

#### Colaboraciones en álbumes
- 2003: MC Lyte, "Where Home Is" (de Da Undaground Heat, Vol. 1)
- 2004: Twista, "Slow Jamz" (de Kamikaze)
- 2005: 50 Cent, "Build You Up" (de The Massacre)
- 2005: Kanye West, "Gold Digger" (de Late Registration)
- 2005: Twista, "When I Get You Home" (de The Day After)
- 2005: DTP, "Georgia" (de Disturbing Tha Peace)
- 2006: T.I., "Live In The Sky" (de King)
- 2006: LL Cool J, "Best Dress" (de Todd Smith)
- 2008: Ne-Yo, "She Got Her Own" (de Year of the Gentleman)
- 2009: T. Pain  , "Blame It" , que llegó a ser el número 2 en la lista de USA.
- 2010: Big Boi, "Hustle Blood" (de Sir Lucious Left Foot)
- 2011: Real in Rio (de Río)
- 2011: Hot Wings (I Wanna Party) Ft. will.i.am & Anne Hathaway (de Río)
- 2011: Fly Love (de Río)
- 2014: What Is Love Ft. Janelle Monáe, Nate "Rocket" Wonder, Roman Irvin, Anne Hathaway , Jesse Eisenberg & Carlinhos Brown (de Río 2)
- 2014: Batucada Familia Ft. Carlinhos Brown, Siedah Garrett, Rachel Crow, Amy Heidemann, Andy García & Rita Moreno (de Río 2)

#### Apariciones en compilaciones
- 2005: "Creepin'" (de So Amazing)

## Filmografía

### Cine
| Año  | Título                                     | Personaje                 |
| ---- | ------------------------------------------ | ------------------------- |
| 1992 | Toys                                       | Baker                     |
| 1996 | The Truth About Cats & Dogs                | Ed                        |
| 1996 | The Great White Hype                       | Hassan El Ruk'n           |
| 1997 | Booty Call                                 | Bunz                      |
| 1998 | The Players Club                           | Blue                      |
| 1999 | Held Up                                    | Michael                   |
| 1999 | Any Given Sunday                           | Willie Beamen             |
| 2000 | Bait                                       | Alvin Sanders             |
| 2001 | Ali                                        | Drew Bundini Brown        |
| 2003 | Shade                                      | Larry Jennings            |
| 2004 | Breakin' All the Rules                     | Quincy Watson             |
| 2004 | Collateral                                 | Max                       |
| 2004 | Ray                                        | Ray Charles               |
| 2004 | Redemption: The Stan Tookie Williams Story | Stanley "Tookie" Williams |
| 2005 | Stealth: la amenaza invisible              | Teniente Henry Purcell    |
| 2005 | Jarhead                                    | Staff Sgt. Sykes          |
| 2006 | Miami Vice                                 | Ricardo Tubbs             |
| 2006 | Dreamgirls                                 | Curtis Taylor, Jr.        |
| 2007 | The Kingdom                                | Ronald Fleury             |
| 2009 | El solista                                 | Nathaniel Ayers           |
| 2009 | Law Abiding Citizen                        | Nick Rice                 |
| 2010 | Valentine's Day                            | Kelvin Moore              |
| 2010 | Due Date                                   | Darryl                    |
| 2010 | I'm Still Here                             | Él mismo                  |
| 2011 | Río                                        | Nico (voz)                |
| 2011 | Horrible Bosses                            | Dean "Abusa madres" Jones |
| 2012 | Django Unchained                           | Django                    |
| 2013 | White House Down                           | Presidente James Sawyer   |
| 2014 | Río 2                                      | Nico (voz)                |
| 2014 | The Amazing Spider-Man 2: Rise of Electro  | Electro                   |
| 2014 | A Million Ways to Die in the West          | Django (cameo)            |
| 2014 | Horrible Bosses 2                          | Dean "Abusa madres" Jones |
| 2014 | Annie                                      | William "Will" Stacks     |
| 2017 | Baby Driver                                | Bats / Leon Jefferson III |
| 2017 | Sleepless                                  | Vincent                   |
| 2018 | Robin Hood                                 | Yahya/John                |
| 2019 | Just Mercy                                 | Walter McMillian          |
| 2020 | Project Power                              | Art                       |
| 2020 | Soul                                       | Joe Gardner (voz)         |
| 2021 | Spider-Man: No Way Home                    | Max Dillon / Electro      |
| 2022 | Turno de día                               | Bud Jablonski             |
| 2023 | El clon de Tyrone                          | Slick Charles             |
| 2023 | Strays                                     | Bug (voz)                 |
| 2023 | The Burial                                 | Willie E. Gary            |
| 2024 | Not Another Church Movie                   | Dios                      |
| 2025 | De vuelta a la acción                      | Matt                      |

### Televisión
| Año           | Título                                     | Rol                            | Notas                                                                             |
| ------------- | ------------------------------------------ | ------------------------------ | --------------------------------------------------------------------------------- |
| 1991–1994     | In Living Color                            | Varios                         | Elenco principal; Temporada 3 - 5; 95 episodios                                   |
| 1992–93       | Roc                                        | Crazy George                   | Temporada 2 - 3; 7 episodios                                                      |
| 1996          | Hangin' with Mr. Cooper                    | Coach Armstrong                | Episodio: "Rivals"                                                                |
| 1996          | Moesha                                     | Woody                          | Episodio: "Driving Miss Moesha"                                                   |
| 1996–1997     | 3rd Rock from the Sun                      | Damon Whitaker (sin acreditar) | 2 episodios                                                                       |
| 1996–2001     | The Jamie Foxx Show                        | Jamie King                     | Elenco principal; 100 episodios; también creador, director and executive producer |
| 2000, 2012    | Saturday Night Live                        | Himself/Host                   | Episodios: "Jamie Foxx/Blink-182" and "Jamie Foxx/Ne-Yo"                          |
| 2001          | 2001 MTV Video Music Awards                | Himself/Host                   | Especial de televisión                                                            |
| 2004          | Chappelle's Show                           | Black Tony Blair               | Temporada 2, Episodio 13                                                          |
| 2004          | Redemption: The Stan Tookie Williams Story | Tookie                         | Película para televisión                                                          |
| 2011          | When I Was 17                              | Himself                        | Season 3, Episode 50                                                              |
| 2013          | David Blaine: Real or Magic                | Himself                        | Especial de televisión                                                            |
| 2016          | Jackie Robinson                            | Jackie Robinson (voz)          | Ken Burns documental para PBS                                                     |
| 2017–presente | Beat Shazam                                | Él mismo/presentador           | También productor ejecutivo                                                       |
| 2017          | White Famous                               | Jamie                          | También productor ejecutivo                                                       |
| 2019          | Live in Front of a Studio Audience         | George Jefferson               | Episodio: “Norman Lear's All in the Family and The Jeffersons“                    |
| 2021          | Dad Stop Embarrassing Me!                  | Brian Dixon                    | Protagonista principal; también productor ejecutivo                               |

## Premios y nominaciones
Premios Óscar
| Año  | Categoría              | Película   | Resultado |
| ---- | ---------------------- | ---------- | --------- |
| 2005 | Mejor actor            | Ray        | Ganador   |
| 2005 | Mejor actor de reparto | Collateral | Nominado  |

Globos de Oro
| Año  | Categoría                       | Película   | Resultado |
| ---- | ------------------------------- | ---------- | --------- |
| 2004 | Mejor actor - Comedia o musical | Ray        | Ganador   |
| 2004 | Mejor actor de reparto          | Collateral | Nominado  |

Premios BAFTA
| Año  | Categoría              | Película   | Resultado |
| ---- | ---------------------- | ---------- | --------- |
| 2004 | Mejor actor            | Ray        | Ganador   |
| 2004 | Mejor actor de reparto | Collateral | Nominado  |

Premios del Sindicato de Actores
| Año  | Categoría   | Película | Resultado |
| ---- | ----------- | -------- | --------- |
| 2004 | Mejor actor | Ray      | Ganador   |

Premios de la Crítica Cinematográfica
| Año  | Categoría   | Película | Resultado |
| ---- | ----------- | -------- | --------- |
| 2004 | Mejor actor | Ray      | Ganador   |